# Српска иницијатива (Црна Гора)
Српска иницијатива (СИ) је бивша асоцијација српских организација у Црној Гори, која је основана 2014. године. Приједлог за оснивање Српске иницијативе потекао је од руководства Српског народног вијећа Црне Горе (СНВЦГ). У стварању ове асоцијације учествовале су и поједине српске и просрпске странке у Црној Гори, међу којима су биле: Демократска српска странка (ДСС), Народна странка (НС), Странка српских радикала (ССР) и Покрет за Пљевља (ПЗП). На оснивачком скупу, који је одржан 29. септембра 2014. године у Подгорици, склопљен је "Споразум о заједничком дјеловању у циљу обезбјеђивања услова за опстанак и напредак српског народа на простору Црне Горе", који су прихватиле све организације које су учествовале у стварању Српске иницијативе, а потписе на споразум су у име оснивачких организација ставили: Драгица Перовић (ДСС), Јован Маркуш (НС), Милидраг Мајдов (ССР), Новица Станић (ПЗП) и Момчило Вуксановић (СНВЦГ). Приликом оснивања, Српска иницијатива је била дефинисана као асоцијација консултативног типа, чији се основни циљ огледао у окупљању што већег броја српских организација, ради успостављања међусобне сарадње и усаглашавања заједничких ставова по питању заштите права српског народа у Црној Гори.
Иако су се оснивачи Српске иницијативе надали да ће овој организацији приступити и друге српске и просрпске странке, убрзо се показало да тај циљ неће бити остварен. Највећа српска странка у Црној Гори - Нова српска демократија, која је 2012. године ушла у коалицију са појединим антисрпским чиниоцима (Покрет за промјене), није подржала стварање Српске иницијативе. Тим поводом су до изражаја дошле старе политичке подјеле и сукоби, чиме је знатно отежана реализација основних циљева новостворене организације.
Већ приликом стварања Српске иницијативе, у широј политичкој јавности је покренуто питање о евентуалном прерастању те асоцијације у политичку коалицију, која би претендовала на дио српског бирачког тијела у Црној Гори, чиме би постала конкурент другим српским и просрпским странкама. Тиме је оснивање ове асоцијације добило додатну димензију у равни страначке политике.
Резерве према оснивању Српске иницијативе исказала је и Српска листа, која није била против саме идеје о стварању такве асоцијације, али је имала примједбе на ранију делатност појединих чланица и њихових лидера. Иако је првобитна намјера оснивача Српске иницијативе била да ову асоцијацију одрже изнад старих страначких подјела и спорова, то се показало као неоствариво. Одговарајући на критике и нападе, који су долазили из кругова блиских Демократском фронту, челници Српске иницијативе су у разним приликама указивали на негативне посљедице које су проистекле из сарадње руководства Нове српске демократије са антисрпским чиниоцима у оквиру коалиције Демократски фронт, што се у првом реду односило на сарадњу Андрије Мандића са Небојшом Медојевићем и његовим Покретом за промјене.
Увлачењем у међустраначке спорове, Српска иницијатива је изгубила интегративни капацитет, чиме је било онемогућено остваривање основних циљева због којих је та асоцијација основана. Иако је Српска иницијатива покушала да настави са радом, током 2015. године се показало да међу њеним чланицама не постоји сагласност о чвршћем акционом и организационом обједињавању, након чега је се ова асоцијација постепено угасила.